# زهره اسماعیلی

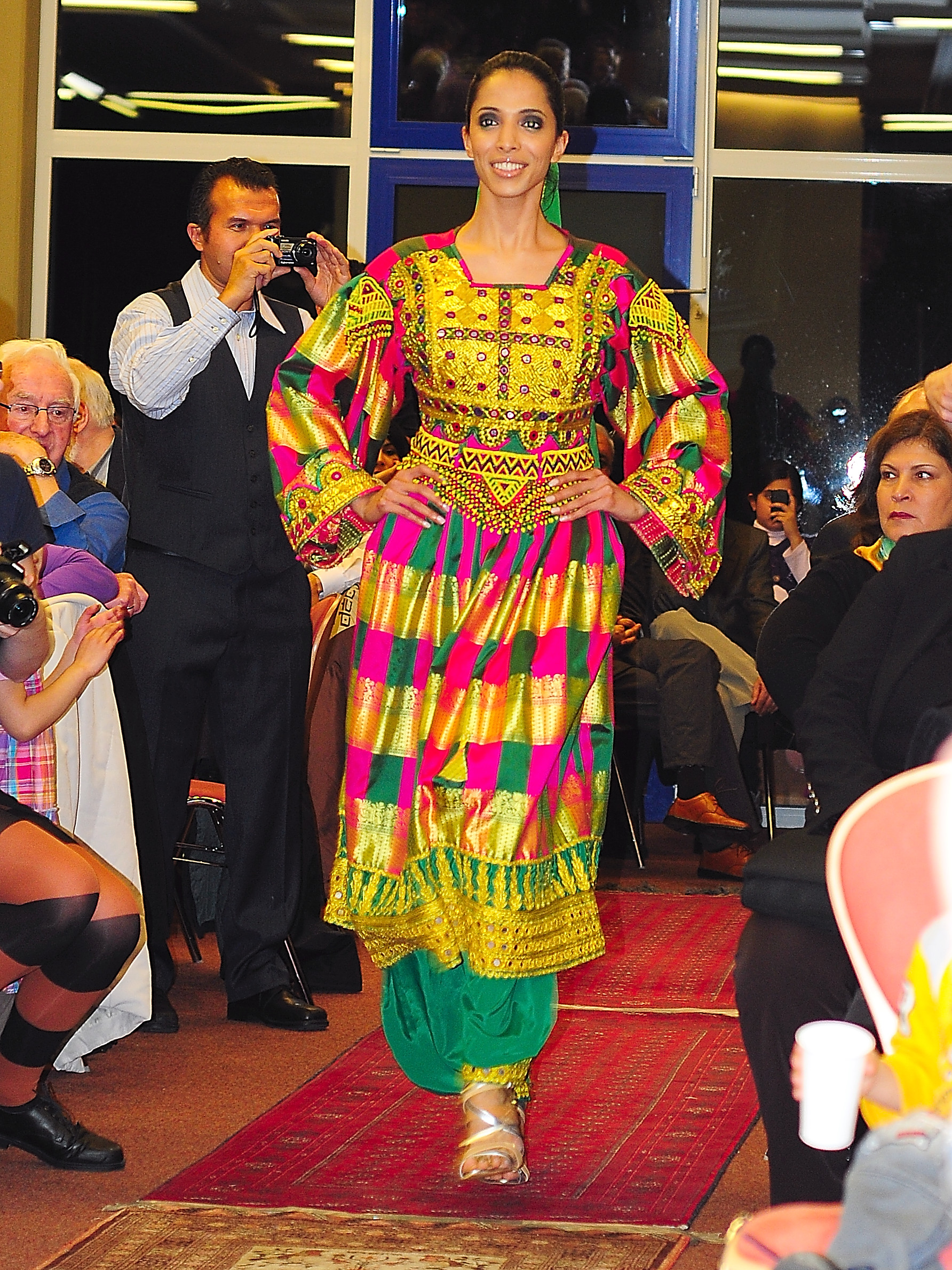

زهره اسماعیلی (زادهٔ ۱ ژوئیهٔ ۱۹۸۵ در کابل) یک مدل و نویسنده اهل افغانستان است.
او در سال ۱۹۹۸ در سن ۱۴ سالگی به همراه خانواده اش در هنگام جنگ افغانستان با پرداخت مبلغی به قاچاقچیان انسان اهل روسیه و عبور از کشورهای ایران، قزاقستان، روسیه، اوکراین و جمهوری چک، در نهایت و پس از شش ماه به آلمان رسید.
وی هم‌اکنون به عنوان اولین مانکن افغان در نقاط مختلفی از جهان فعالیت می‌کند. وی در کنار مد برای ادغام اجتماعی مهاجران و پیشگیری از بیگانه هراسی در آلمان نیز فعالیت می‌کند.